# P-Mountain
P-Mountain (Pingarssuit Mountain), Site N-32, er et sted nær Thule Air Base.
Under den kolde krig var der en periode en kommandopost til kontrol af de 4 Nike raketbatterier (A, B, C og D-Launch). USAF havde desuden en radar til lufthavnskontrol i området. På P-Mountain var der troposcatter forbindelse til DEW Line i Hall Beach og Cape Dyer i Nunavut, Canada.
Stedet var aktiv fra 1952 til 1985.
|  | Denne artikel kan blive bedre, hvis der indsættes geografiske koordinater Denne artikel omhandler et emne, som har en geografisk lokation. Du kan hjælpe ved at indsætte koordinater i wikidata. |